# Johan Fritzner Heiberg
Johan Fritzner Heiberg (født 11. juni 1805 i Bergen, død 4. marts 1863 i Kristiania) var en norsk militærlæge. Han var bror til lægen Christen Heiberg og far til anatomen Jacob Munch Heiberg.
Heiberg blev cand. med. 1832, var prosektor 1829—53 og tog licentiatgraden 1837 (De testium in foetibus humanis descensu). Han blev kompagnikirurg 1837, brigadelæge 1841 og generalkirurg 1853. Trods stærk modstand blev hans, fra 1854 stammende, reformplan vedrørende den norske hærs sanitetsvæsen gennemført 1887. Dens princip er, at militærlægerne ligestilles med officererne. Hans forslag og betænkninger om denne sag er samlede i Arméens Sundheds- og Sygepleje (1865).